# Ardisia lauracea
Ardisia lauracea är en viveväxtart som beskrevs av Carl Christian Mez. Ardisia lauracea ingår i släktet Ardisia och familjen viveväxter. Inga underarter finns listade i Catalogue of Life.